# Ходель (гміна)
Гміна Ходель (пол. Gmina Chodel) — сільська гміна у східній Польщі. Належить до Опольського повіту Люблінського воєводства.
Станом на 31 грудня 2011 у гміні проживало 6836 осіб.

## Площа
Згідно з даними за 2007 рік площа гміни становила 108.21 км², у тому числі:
- орні землі: 80.00 %
- ліси: 15.00 %

Таким чином, площа гміни становить 13.46 % площі повіту.

## Пам'ятки

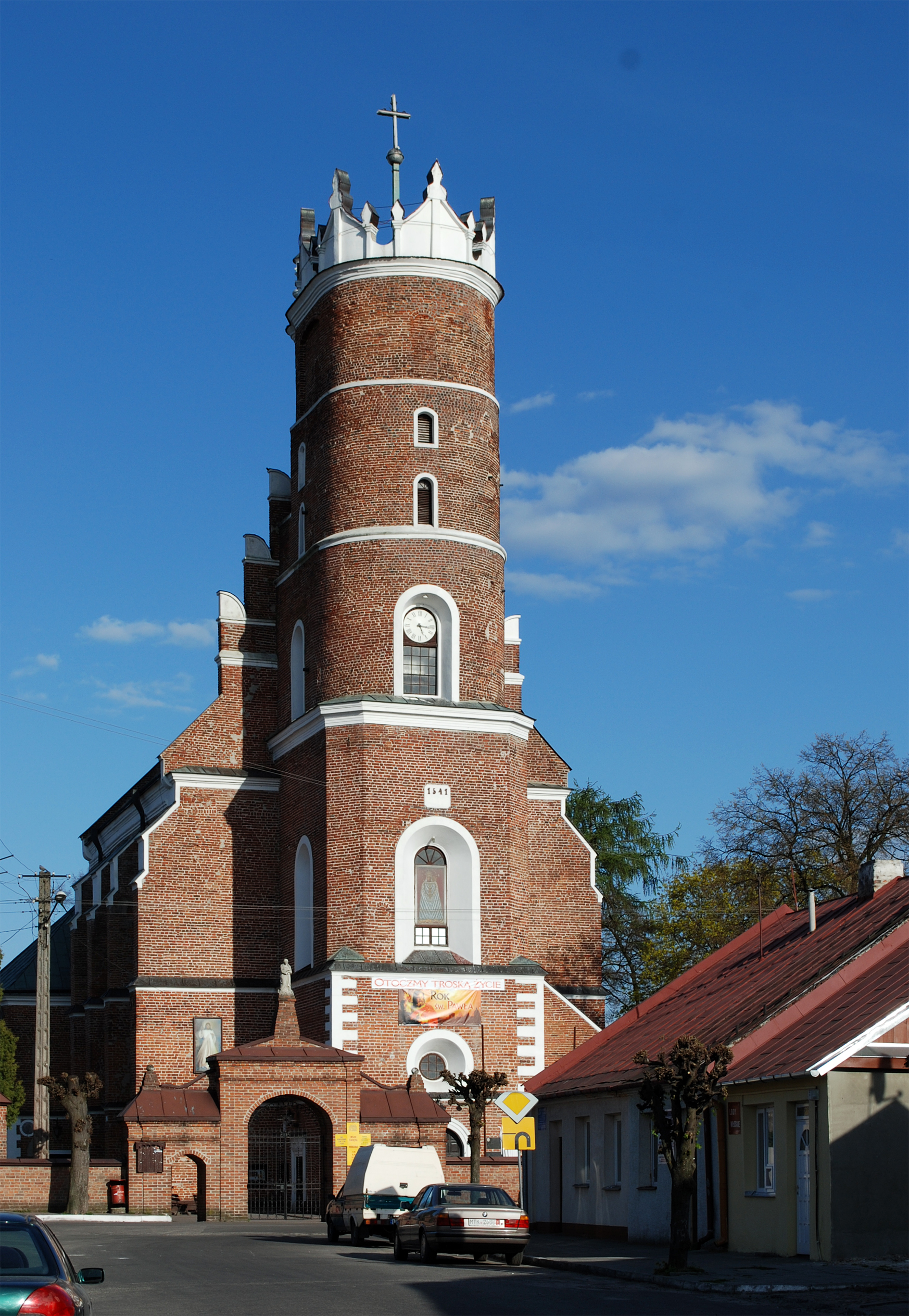
костел, Ходель

- парафіяльний готично-ренесансовий костел, Ходель (фундатор Бернард Мацейовський)[4]

## Населення
Станом на 31 грудня 2011:
| Опис     | Загалом | Загалом | Чоловіки | Чоловіки | Жінки | Жінки |
| -------- | ------- | ------- | -------- | -------- | ----- | ----- |
| одиниця  | осіб    | %       | осіб     | %        | осіб  | %     |
| все      | 6836    | 100     | 3412     | 49.91    | 3424  | 50.09 |
| міське   | 0       | 100     | 0        |          | 0     |       |
| сільське | 6836    | 100     | 3412     | 49.91    | 3424  | 50.09 |

## Сусідні гміни
Гміна Ходель межує з такими гмінами: Белжице, Божехув, Ополе-Любельське, Понятова, Ужендув.